# Мађарска на Летњим олимпијским играма 1976.
Мађарска је учествовала на Летњим олимпијским играма одржаним 1976. године у Монтреалу, Канада. На свечаном отварању носилац заставе је по трећи пут био мачевалац Јене Камути. Мађарска је овај пут послала 178 спортиста на олимпијаду, и они су учествовали у четрнаест спортских дисциплина.
Олимпијски тим из Мађарске је на овим олимпијским играма се такмичио у четрнаест спортских дисциплина и у десет дисциплина су освојили укупно двадесет и две медаље: четири златних, пет сребрних и тринаест бронзаних медаља. Олимпијске бодове су освојили у четрнаест дисциплина. Најуспешнији представник Мађарске је била мачевалац Илдико Шварценбергер (Ildikó Schwarczenberger) са освојене две медаље, једна златна и једна бронзана).

## Резултати по спортским гранама
На овој олимпијади су мађарски спортисти у укупно петнаест различитих спортских дисциплина освојили 226 олимпијска поена.
(највећи број освојених поена је обележен подебљаним словима)
| Спортска грана | Позиција | Позиција | Позиција | Позиција | Позиција | Позиција | Олимпијски поени |
| Спортска грана | 1.       | 2.       | 3.       | 4.       | 5.       | 6.       | Олимпијски поени |
| Кајак и кану   | 0        | 3        | 5        | 0        | 1        | 1        | 38               |
| Гимнастика     | 1        | 0        | 1        | 3        | 2        | 2        | 26               |
| Мачевање       | 1        | 0        | 2        | 3        | 0        | 1        | 25               |
| Рвање          | 0        | 1        | 1        | 1        | 1        | 2        | 16               |
| Дизање тегова  | 0        | 1        | 1        | 1        | 1        | 1        | 15               |
| Атлетика       | 1        | 0        | 0        | 0        | 1        | 0        | 9                |
| Ватерполо      | 1        | 0        | 0        | 0        | 0        | 0        | 7                |
| Бокс           | 0        | 0        | 0        | 0        | 3        | 0        | 6                |
| Рукомет        | 0        | 0        | 1        | 0        | 0        | 1        | 5                |
| Џудо           | 0        | 0        | 1        | 0        | 0        | 0        | 4                |
| Пентатлон      | 0        | 0        | 1        | 0        | 0        | 0        | 4                |
| Пливање        | 0        | 0        | 0        | 1        | 0        | 1        | 4                |
| Одбојка        | 0        | 0        | 0        | 1        | 0        | 0        | 3                |
| Веслање        | 0        | 0        | 0        | 0        | 0        | 1        | 1                |
|                |          |          |          |          |          |          |                  |
| Укупно         | 4        | 5        | 13       | 10       | 9        | 10       | 163              |

### Освојене медаље на ЛОИ
| Освајачи олимпијских медаља за Мађарску на ЛОИ 1976. | |        |
| Медаља                                               | Освајач медаље | Укупно |
| Злато                                                | Миклош Немет, Илдико Шварценбергер, Золтан Мађар и Ватерполо репрезентација | 4      |
| Сребро                                               | Золтан Станити, Геза Чапо, Ђерђ Кесеги, Јожеф Бала, Кајак и кану (К2 ж.) | 5      |
| Бронза                                               | Тамаш Викман, Клара Рајнаји, Ђезе Кулчар, Марта Егервари, Јожеф Тунчик, Петар Бацако, Ласло Реци, Мачевање (екипно ж.), Пентатлон (екипно м.), Рукометна репрезентација, Кајак и кану (К2 м.), Кајак и кану (К2 м.) | 13     |
| Укупно                                               | | 22     |